# دونالد إف. كاربنتر
دونالد إف. كاربنتر (بالإنجليزية: Donald F. Carpenter)‏ هو شخصية أعمال أمريكي، ولد في 24 سبتمبر 1899 في ويلكس بار في الولايات المتحدة، وتوفي في 28 سبتمبر 1985.